# Ophionereis reticulata
Ophionereis reticulata is een slangster uit de familie Ophionereididae. De wetenschappelijke naam van de soort werd in 1825 gepubliceerd door Thomas Say.
De soort komt voor in de kustwateren van Noord- en Zuid-Amerika en kan een breedte tot 25 centimeter bereiken.

## Synoniemen
- Ophiolepis nereis Lütken, 1856[1]